# Ukaz
Ukaz (ros. указ) – w dawnej i obecnej Rosji dekret, edykt lub akt prawny wyższego rzędu wydawany przez cara lub prezydenta, a w czasach istnienia ZSRR przez najwyższe organy państwowe. Ukaz jako nazwa aktu prawnego występuje obecnie również w państwach byłego ZSRR, np. Ukrainie lub Tatarstanie (najczęściej w formie dekretu głowy państwa).

## Historia
Ukaz pojawił się w państwie moskiewskim w początkach XIV wieku, a za najstarszy tego typu akt prawny uważa się pisemne rozporządzenie wlk. ks. moskiewskiego Iwana Kality, datowane na lata 1324-1340, zezwalające na przepływ 3 statków Dźwiną ku morzu i z powrotem. W kolejnych stuleciach ukaz był nazwą różnorodnych, najwyższych aktów prawnych, wydawanych nie tylko przez cara ale również przez Synod i Senat. W 1810 roku, wraz z utworzeniem Rady Państwa, w założeniu wyższej izby ustawodawczej, pojawiała się instytucja "imiennego ukazu" (именной указ) cara, jako najwyższego aktu prawnego i jego głównej prerogatywy w rządach samodzierżawcy. 
Ukazem z 7 czerwca 1846 Mikołaj I Romanow jako car Rosji i król Polski zniósł część obciążeń feudalnych dotyczących chłopów w Królestwie Polskim. Dekret dotyczył: najmu przymusowego, darmoch i rugów.
Ukazami carskimi z 11 maja 1873 i 3 lutego 1874 zdjęto zajęcia sądowe z większości majątków ziemskich posiadanych przez polskich ziemian podejrzanych o uczestnictwo w powstaniu styczniowym.
Po przewrocie bolszewickim 1917 roku ukazy zniknęły z ustawodawczej praktyki Rosji Radzieckiej, zastąpione dekretami, deklaracjami i manifestami, chociaż zmiana ta dotyczyła najczęściej wyłącznie nazwy, a nie trybu i okoliczności uchwalania. Pojęcie ukazu powróciło do łask w ZSRR w 1936 roku w tzw. "konstytucji stalinowskiej". Jej art. 49 w punkcie "b" stanowił, że Prezydium Rady Najwyższej ZSRR wydaje ukazy. W praktyce ukazy te w pełni oddawały duch carskiej tradycji – nie podlegały żadnej specjalnej kontroli i nie były zatwierdzane przez żadne organy władzy państwowej. Mało tego, wiele z tych organów zostało ukazami prezydium utworzone, tak jak np. KGB.  
Ukaz przetrwał rozpad Związku Radzieckiego i obecnie funkcjonuje w Rosji i niektórych byłych republikach ZSRR (np. Ukrainie lub Tatarstanie) jako nazwa dekretu głowy państwa. Jego istnienie w dzisiejszej Rosji jako Ukaz Prezydenta Federacji Rosyjskiej (Указ Президента Российской Федерации) określa art. 90 konstytucji FR z 1993 roku, który oprócz nadania prezydentowi prawa ich wydawania określa w punkcie trzecim, że nie powinny ("не должны", a więc nie że nie mogą) być one sprzeczne z konstytucją ani obowiązującym na terenie FR prawem.

## Galeria

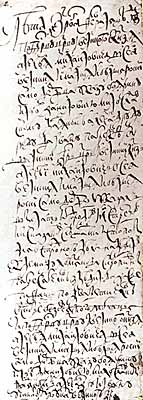
Ukaz cara Aleksego Michajłowicza o założeniu miasta Bogorodzicka (1663)
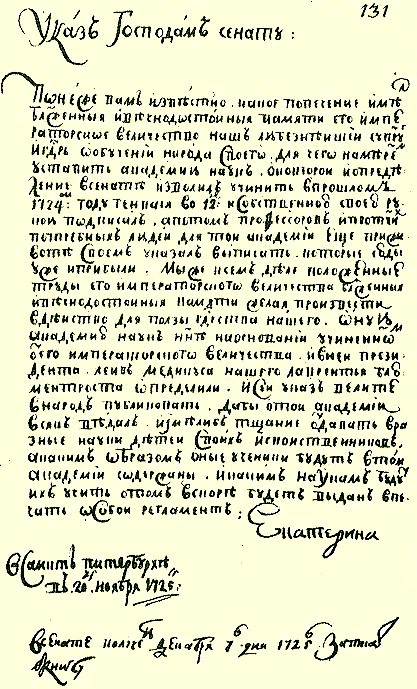
Ukaz carycy Katarzyny I o utworzeniu Rosyjskiej Akademii Nauk (1725)
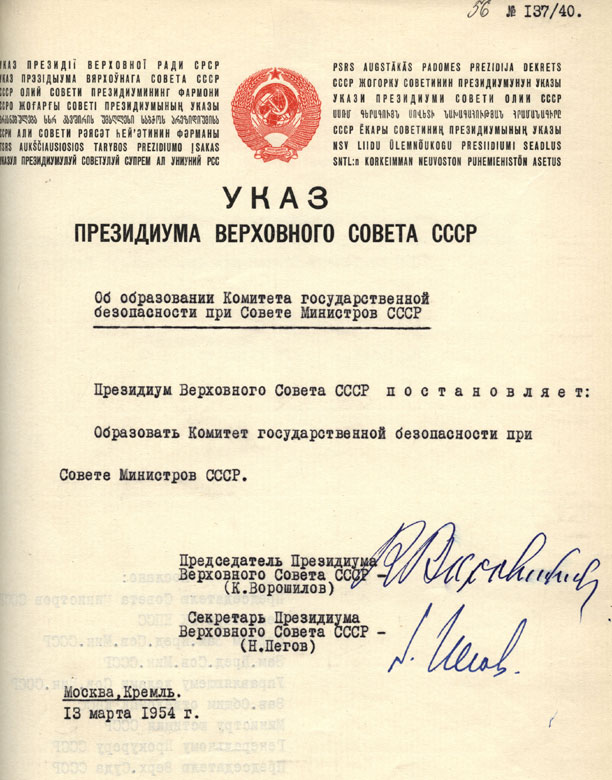
Ukaz Prezydium Rady Najwyższej ZSRR o utworzeniu KGB (1954)
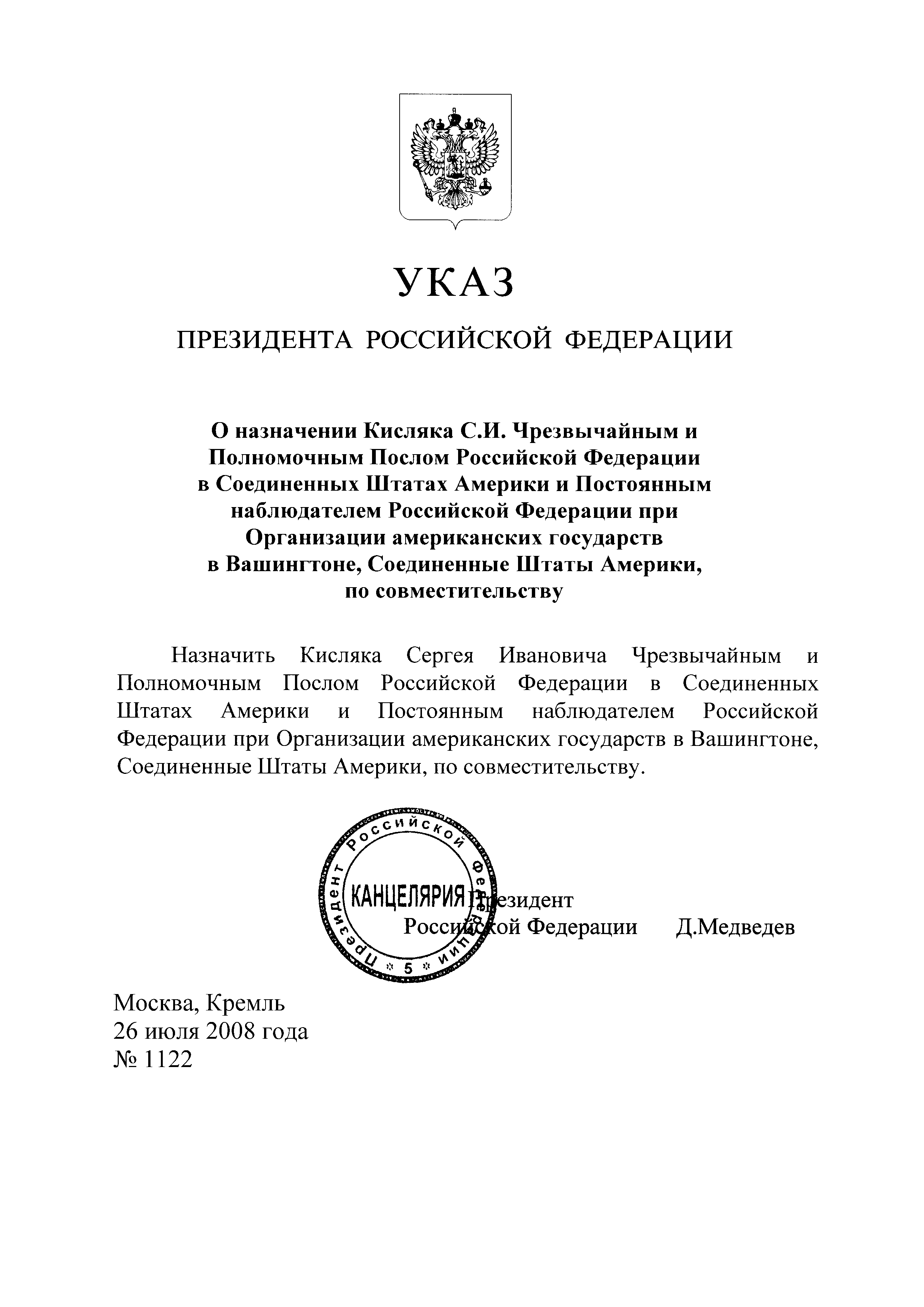
Ukaz prezydenta FR Dmitrija Miedwiediewa o mianowaniu ambasadora FR w Stanach Zjednoczonych (2008)